# هام أفيري
هام أفيري (بالإنجليزية: Ham Avery)‏ هو لاعب كرة قاعدة أمريكي، ولد في 8 أبريل 1854 في سينسيناتي في الولايات المتحدة، وتوفي في 3 يناير 1927 في كليرواتر في الولايات المتحدة.